# Ceapă
Ceapa (Allium cepa L.), denumită și ceapă de bucătărie sau ceapă de grădină, este o legumă. Este cea mai cultivată specie din genul Allium, care conține câteva sute de specii, printre care prazul, șalota, ceapa perenă și usturoiul.

## Istoric

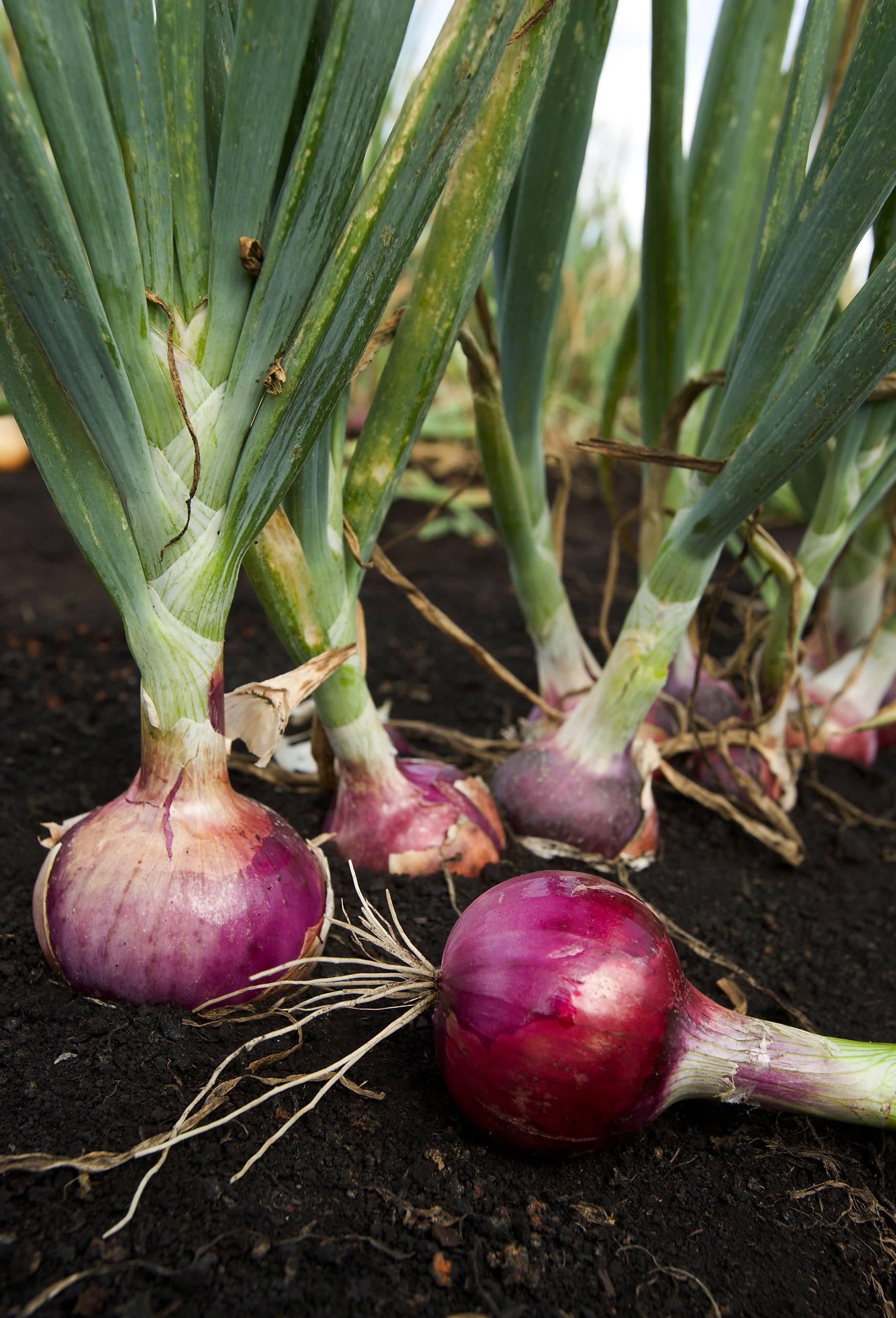
Rădăcini, frunze și bulbi de ceapă roșie

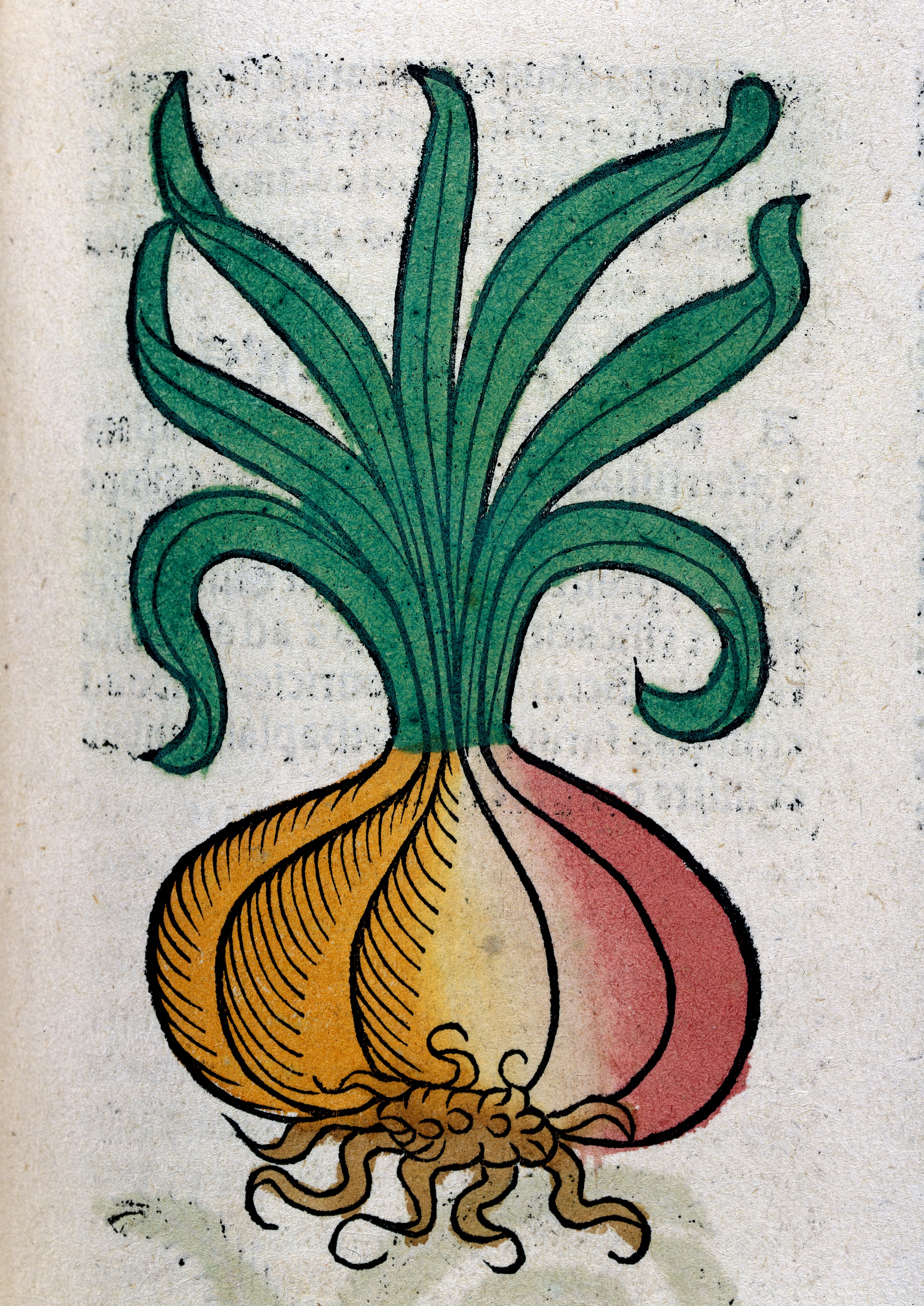
Xilogravură medievală ilustrând o ceapă, din Enciclopedia Latină Hortus Sanitatis (1547)

Ceapa provine din regiunile de stepă din Asia centrală și de vest, probabil teritoriul Afganistanului de azi.
Este una dintre cele mai vechi plante de cultură, fiind apreciat la ca. 5.000 de ani în urmă, cultivat ca  plantă medicinală, condiment și ca legumă.
În Egiptul antic ceapa era considerată un simbol al vieții eterne, datorită formei sale rotunde și a inelelor concentrice și era oferită zeilor sau era folosită ca monedă de plată de a ajunge în rai, astfel au fost plătiți și lucrătorii care au clădit piramidele.
S-au găsit dovezi, resturi de ceapă la descoperirea mormântului lui Tutankhamon. O tablă cu inscripții sumeriene cuneiforme datând cu 4.000 de ani î.e.n. din Codul lui Hammurabi conține descrieri de ogoare cultivate cu castraveți și ceapă, precum era amitit și ajutorarea săracilor cu pâine și ceapă. La romani ceapa constituia un element important din alimentația de bază.
Legionarii romani au fost cei care au contribuit la răspândirea cepei  în Europa centrală. În Evul mediu ceapa nu lipsea de pe masa locuitorilor Europei fiind folosită și ca amulet contra pestei. În secolul al XV-lea olandezii încep să cultive diferite variante de ceapă ca și culoare, formă și gust.
Ceapa a fost introdusa în America de Nord odată cu primii coloniști, aceasta fiind una dintre primele plante cultivate de ei. 

## Descriere
Ceapa este o plantă bianuală, dar este de obicei cultivată anual. Soiurile moderne pot crește până la o înălțime de 45 cm. Frunzle sunt verde deschis spre verde închis și cresc alternativ, în maniera evantai. Frunzele sunt groase, goale pe dinăuntru, cilindrice, cu o latură aplatizată. Baza fiecarei frunze are o teacă albă care crește direct din placa bazala a bulbului. De cealalta parte a plăcii bazale crește un sistem de rădăcini fibroase scurte. Pe măsura ce ceapa se maturează, rezervele de nutrienți se acumulează la baza frunzelor și, în consecință, bulbul se mărește.

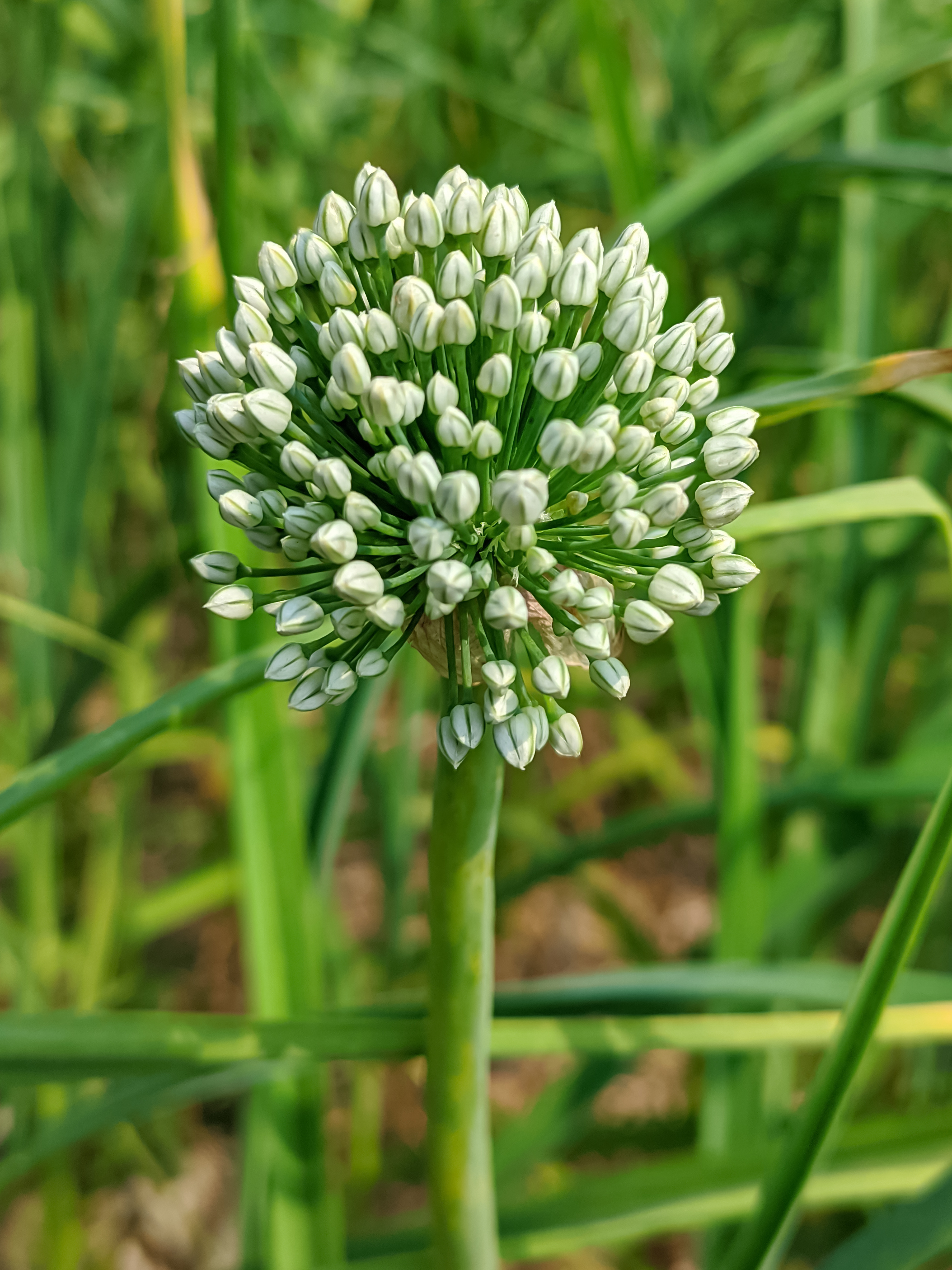
Floare de ceapă

Toamna, frunzele se veștejesc și învelișul extern al bulbului devine uscat, moment în care ceapa este de obicei culeasă. Dacă este lăsată în pământ peste iarnă, miezul bulbului care conține punctul de creștere al unei noi plante începe să se dezvolte în primăvara următoare. Atunci noi frunze apar, împreuna cu o tijă lungă, goală pe dinăutru și semi-rigidă la capătul căreia se va dezvolta inflorescența. Inflorescența conține flori albe, iar semințele sunt negru strălucitor care apar triunghiulare în secțiune transversală.  pH-ul mediu al unei cepe este în jur de 5.5.

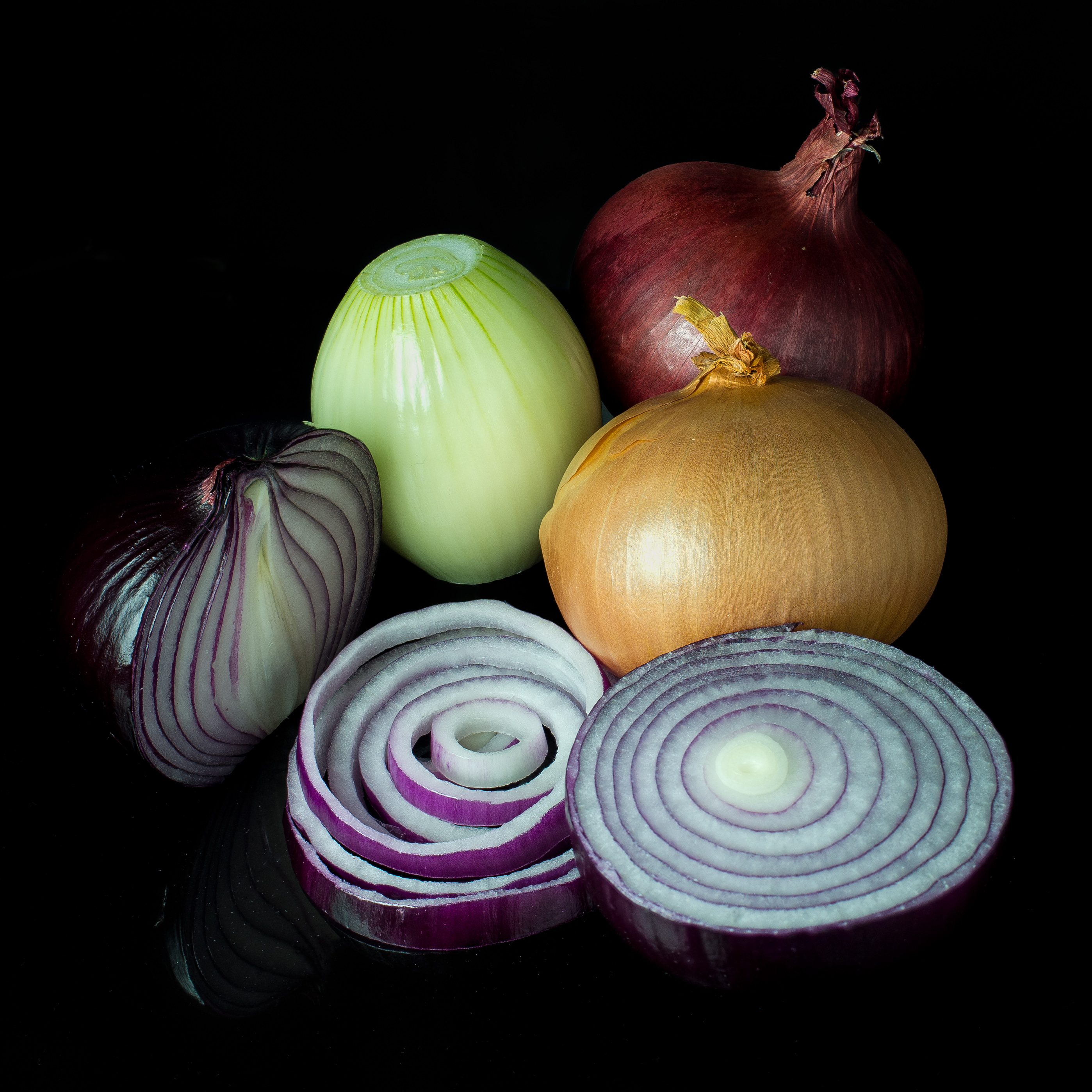
Soiuri de ceapă

## Cultivare
Se poate cultiva in trei feluri:
- Cultivarea cepei prin semințe - se face toamna târziu sau primăvara devreme.
- Cultivarea cepei prin arpagic - se face în luna martie, distanțate la 15 centimetri, folosind 80-100 de kilograme de sămânță pentru 1 hectar, la o adâncime de 1,5-2 centimetri. [8]

Arpagicul se obține prin plantarea semințelor în șiruri dense primăvara târziu sau la începutul verii. Toamna se culeg bulbii mici, numiți arpagic. A nu se confunda arpagicul cu ceapa perenă (chives), numita colocvial tot arpagic, dar care este o specie separată de Allium. Arpagicul se usucă și se poate planta primavara sau toamna următoare. 
- Cultivarea cepei prin răsad (ceapa de apă) - se face în luna mai

### Soiuri de culoare

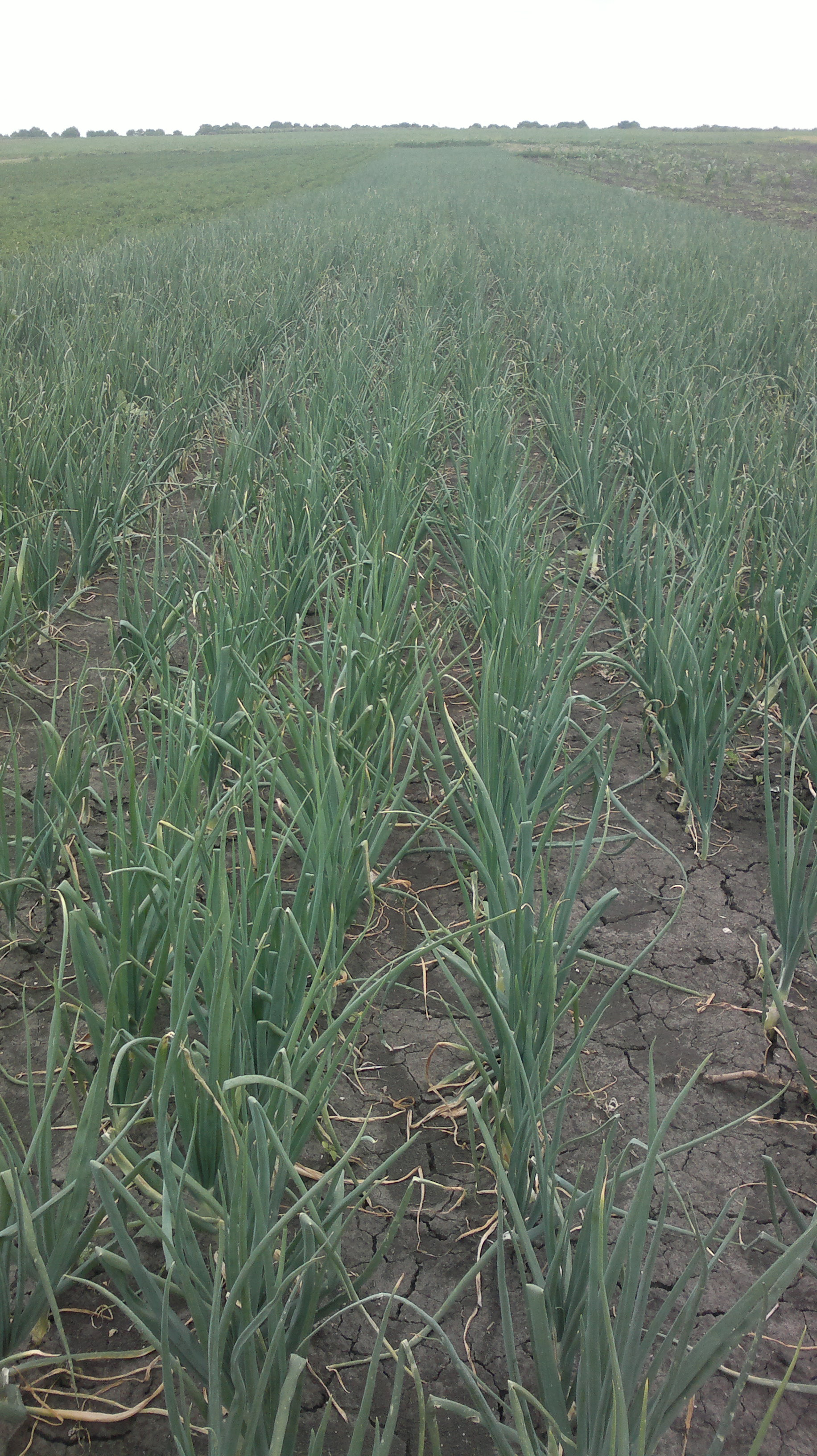
Ogor cultivat cu ceapă în nordul Republicii Moldova

- Ceapă galbenă
- Ceapă roșie
- Ceapă albă

### Culturi mixte cu ceapă
Plantele care se dezvoltă bine în cultură învecinată cu ceapa:
- Mărar
- Căpșuni
- Castravete
- Salată
- Morcov
- Sfeclă roșie
- Ridiche

## Compoziție

### Nutrienți
Mojoritatea soiurilor conțin  89% apă, 9% carbohidrați (inclusiv 4% zahăr și 2% fibre alimentare), 1% proteine, și grăsime neglijabila. Ceapa nu contribuie semnificativ la conținutul caloric al mâncărurilor din care face parte.

### Fitonutrienți
Soiurile de ceapă variază considerabil în privința conținutului de fitonutrieți, în special a polifenolului. De exemplu, șalota are de șase ori mai mult polifenol decât soiul de ceapă Vidalia. Ceapa galbenă are cel mai înalt conținut de flavonoide, de 11 ori mai mult decât ceapa albă. Ceapa roșie conține pigmetul antocianină., care este folosit ca aditiv alimetar cu numărul E163.

### Iritarea glandelor lacrimale

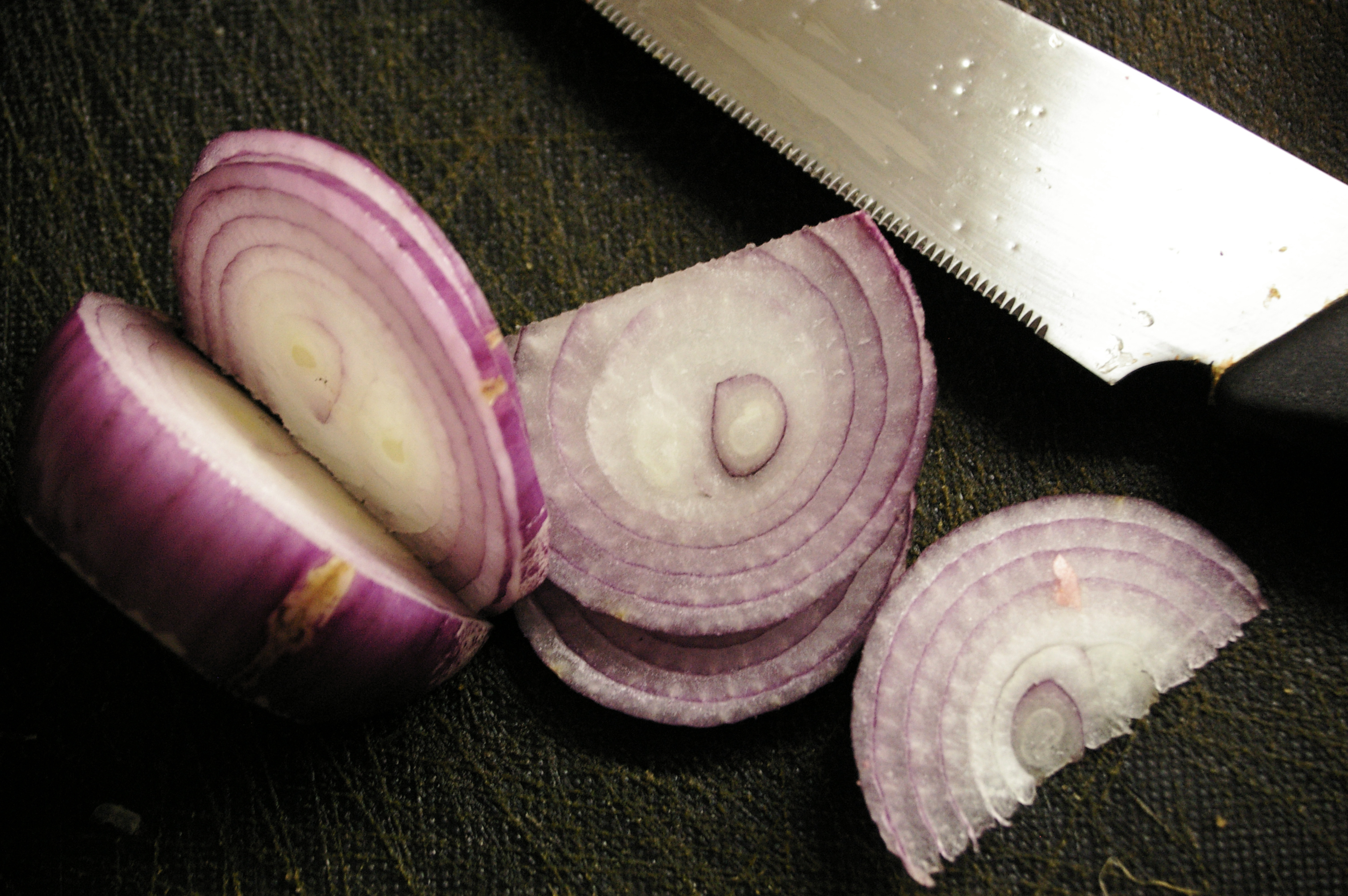
Ceapa tăiată emite un compus chimic care irită glandele lacrimale.

Ceapa tăiată emite un compus chimic care irită glandele lacrimale, rezultând în lacrimi. Compusul este un lichid volatil nummit ''sin''-propanetial-S-oxid și aerosolul acestuia. Este produsul unui lanț de reacții chimice menit să apere planta de dăunători: tăierea cepei produce ruperea celulelor, care, în consecință, dau drumul la niște enzime numite aliinaze. Acestea transformă sulfoxidele în acizi sulfenici. Unul dintre aceștia, acidul 1-propenesulfen, împreună cu sintaza glandelor lacrimale produce în final oxidul de sin-propanetial-S. Acesta este un gaz care activează neuronii senzoriali ai glandelor lacrimale și rezultă în producerea de lacrimi care au rolul de a dilua și spăla iritantul. 

Cantitatea de compuși chimici responsabili pentru iritarea glandelor lacrimale variază de la un soi de ceapă la altul. În 2008, Institutul pentru Cercetarea Recoltelor și Alimentelor din Noua Zeelandă a anunțat că a creat o ceapă "fără lacrimi" prin modificare genetică. .

## Folosire

### Uz Culinar

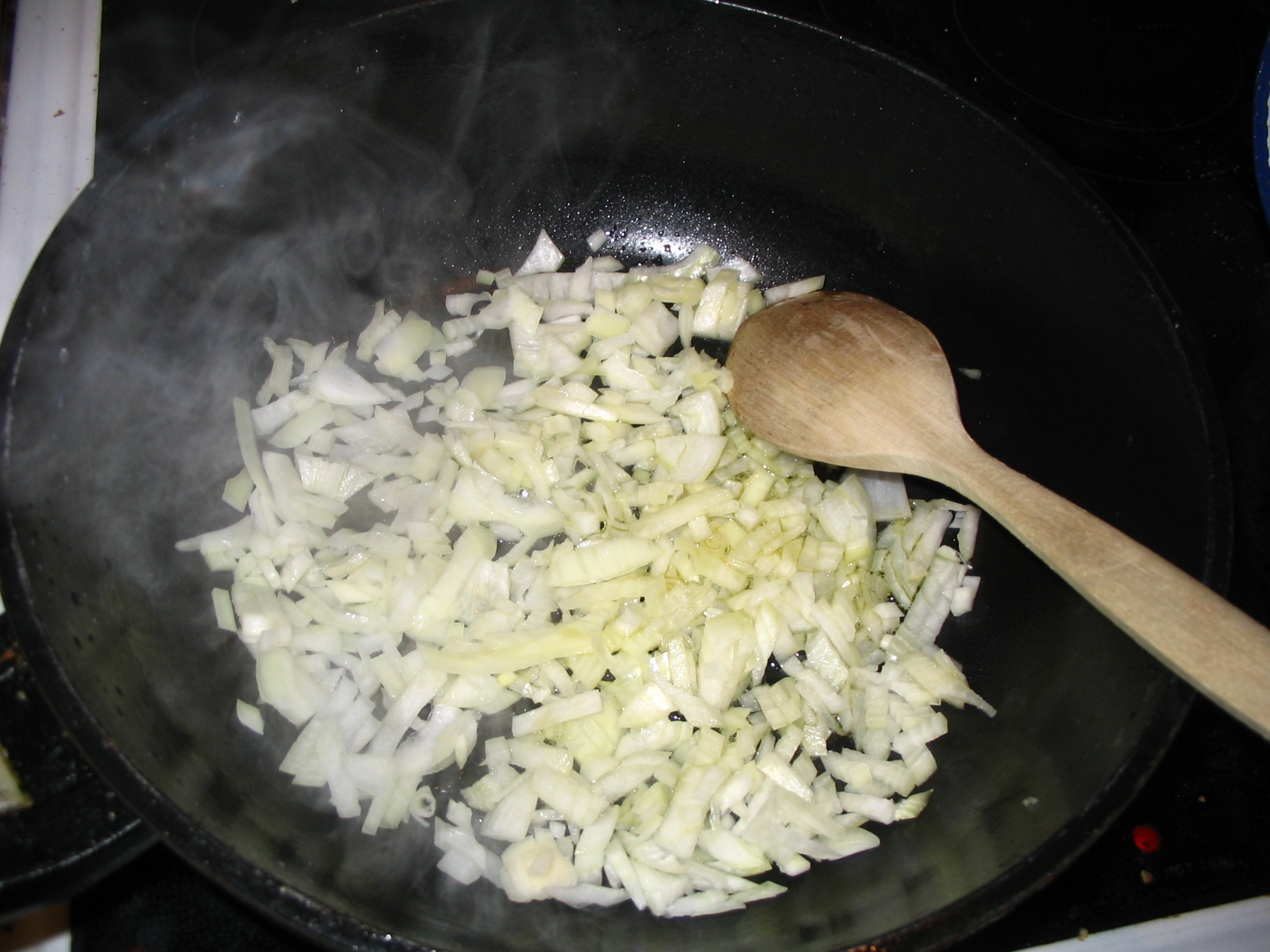
Ceapă in tigaie

Deși orice parte a cepei este comestibilă și toate soiurile de ceapă pot fi folosite interșanjabil, bucătarii din diferite părți ale lumii tind să aibe anumite preferințe:
- Ceapa galbenă este mai dulce și este preferată de bucătăria Europeană, existând multe soiuri cultivate preferențial pentru conținutul ridicat de zahăr (Vidalia, Walla Walla, Cévennes, "Bermuda,"[12] etc.). Ceapa caramelizată este principalul ingredient al supei franceze de ceapă.
- Ceapa roșie este mai înțepătoare la gust și este ceapa principală din bucătăria Asiatică de zi cu zi.
- Ceapa albă este folosită în mod tradițional de bucătăria Mexicană și este de obicei mai puțin  înțepătoare. [13][5]

### Uz în medicină alternativă și homeopatie
În medicina alternativă, împreună cu usturoiul, ajută la restabilirea și normalizarea circulației sanguine. Are o acțiune antimicrobiană, reglează metabolismul și mai ales a lipidele, stimulează sistemulu imunitar, ajută la combaterea răcelii.
Aliment apreciat în antichitate pentru virtuțile sale terapeutice (Dioscoride, Pliniu...), tonice și antiinfecțioase, ceapa este un factor de sănătate și de longevitate.
De semnalat ceapa albă (dulce) de Tournon, în Ardèche, una dintre "capitalele" acestei legume-condiment-medicament, cu târgurile ei anuale speciale, ca și marile cepe trandafirii de Toulouges (în Pirineii Orientali).
- Părți utilizate: bulbul și sucul lui.

#### Proprietăți[necesităcitare]
Uz intern:
- Stimulent general (al sistemului nervos, hepatic,renal).
- Diuretic puternic, dizolvant și eliminator al ureii și al clorurilor.
- Antireumatismal
- Antiscorbutic
- Antiseptic și antiinfecțios (antistafilococic: ceapa se comportă în privința acestui microb ca un antibiotic: L. Binat).
- Secretor, expectorant
- Digestiv (ajută în digestia făinoaselor).
- Echilibrant glandular
- Antisclerotic și antitrombozic
- Afrodisiac(lucrări vechi,  Hull Walton)
- Hipoglicemiant
- Antiscrofulos
- Vermifug
- Hipnotic ușor
- Curativ al pielii și al sistemului pilos.

Uz extern:
- Emolient și rezolutiv (resorbant).
- Antiseptic.
- Antalgic(sedativ, calmant).
- Îndepărtează țânțarii.

#### Indicații
Uz intern:
- Astenii, surmenaj fizic și intelectual, creștere.
- Oligurii, retchții lichidiene (edeme, ascite, pleurezii, pericardite).
- Hidropizie.
- Azotemie, cloruremie
- Reumatism, artritism
- Litiază biliară
- Fermentații intestinale (diaree)
- Infecții genitourinare
- Afecțiuni respiratorii (guturai, bronșite, astm, laringită)
- Gripă .
- Atonie digestivă
- Dezechilibrări glandulare
- Obezitate
- Ateroscleroză, prevenirea trombozelor.
- Prevenirea senescenței
- Prostatism
- Diabet
- Adenite, limfatism, rahitism.
- Paraziți intestinali.

Uz extern:
- Abcese, panariții, furuncule, înțepături de viespi.
- Degerături, crăpături
- Migrene
- Congestie cerebrală.
- Surditate, țiuituri.
- Nevralgii dentare.
- Negi.
- Plăgi, ulcere, arsuri
- Pistrui
- Țânțari (pentru a-i îndepărta).[necesită citare]

### Altele

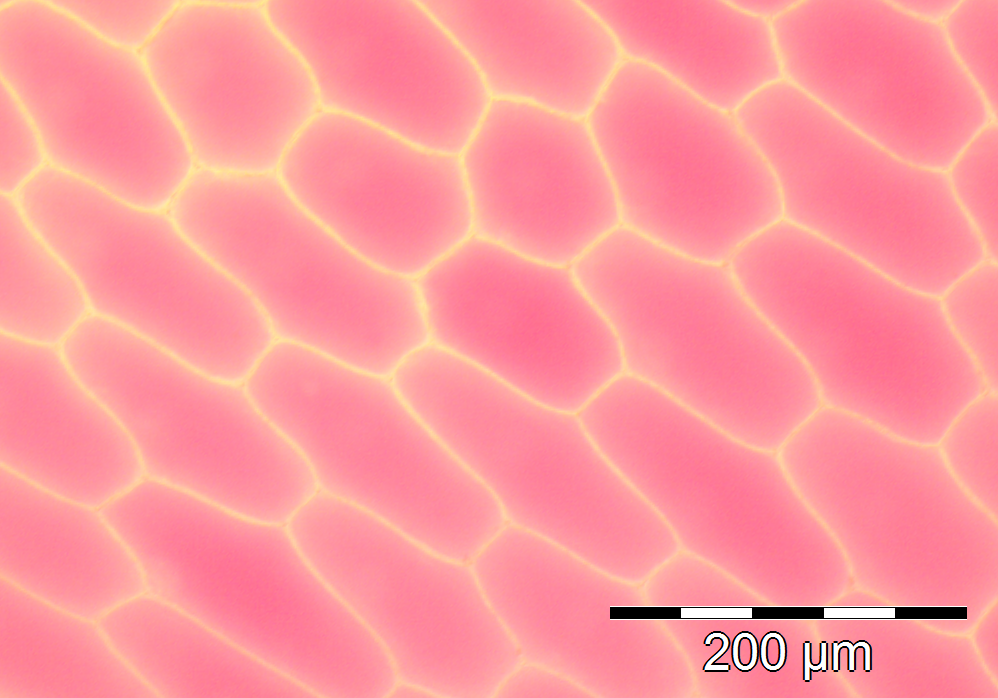
Celulele foiței de ceapă sunt foarte mari, ceea ce le face ușor de văzut la microscop. Celulele epidermei cepei sunt pigmentate natural.

Uleiul de ceapă este autorizat în Uniunea Europeană și Marea Britanie pentru utilizare ca pesticid natural împotriva musculiței morcovului care atacă legumele rădăcinoase. 
Ceapa are celule neobișnuit de mari care pot fi văzute cu ușurință la orice microscop. Epiderma bulbului formează un singur strat de celule și este ușor de separat, ceea ce produce un preparat educațional și experimental rapid, ieftin și ușor. 
Ceapa este toxică pentru câini, pisici, hamsteri și multe alte animale. 
Cojile de ceapă pot fi fierte pentru a produce o vopsea portocaliu-maronie  ce se folosește uneori pentru vopsirea non-toxică a ouălor de Paști.

## Aspecte economice
| Producția 2004 în mii de tone Sursa FAO |              |                 |            |
| Țări                                    | Ceapă uscată | Ceapă proaspătă | Total      |
| Lume                                    | 53 591 283   | 4 454 687       | 58 045 970 |
| China                                   | 18 035 000   | 717 000         | 18 752 000 |
| India                                   | 5 500 000    | -               | 5 500 000  |
| Ex URSS                                 | 3 323 600    | 1 000           | 3 324 600  |
| SUA                                     | 3 162 750    | -               | 3 162 750  |
| Turcia                                  | 1 800 000    | 235 000         | 2 035 000  |
| Japonia                                 | 1 200 000    | 510 000         | 1 710 000  |
| Pakistan                                | 1 657 900    | -               | 1 657 900  |
| Iran                                    | 1 500 000    | -               | 1 500 000  |
| Coreea de Sud                           | 745 203      | 520 000         | 1 265 203  |
| Mexic                                   | 100 000      | 1 130 660       | 1 230 660  |
| Brazilia                                | 1 133 240    | -               | 1 133 240  |
| Spania                                  | 980 000      | 35 000          | 1 015 000  |

## Imagini

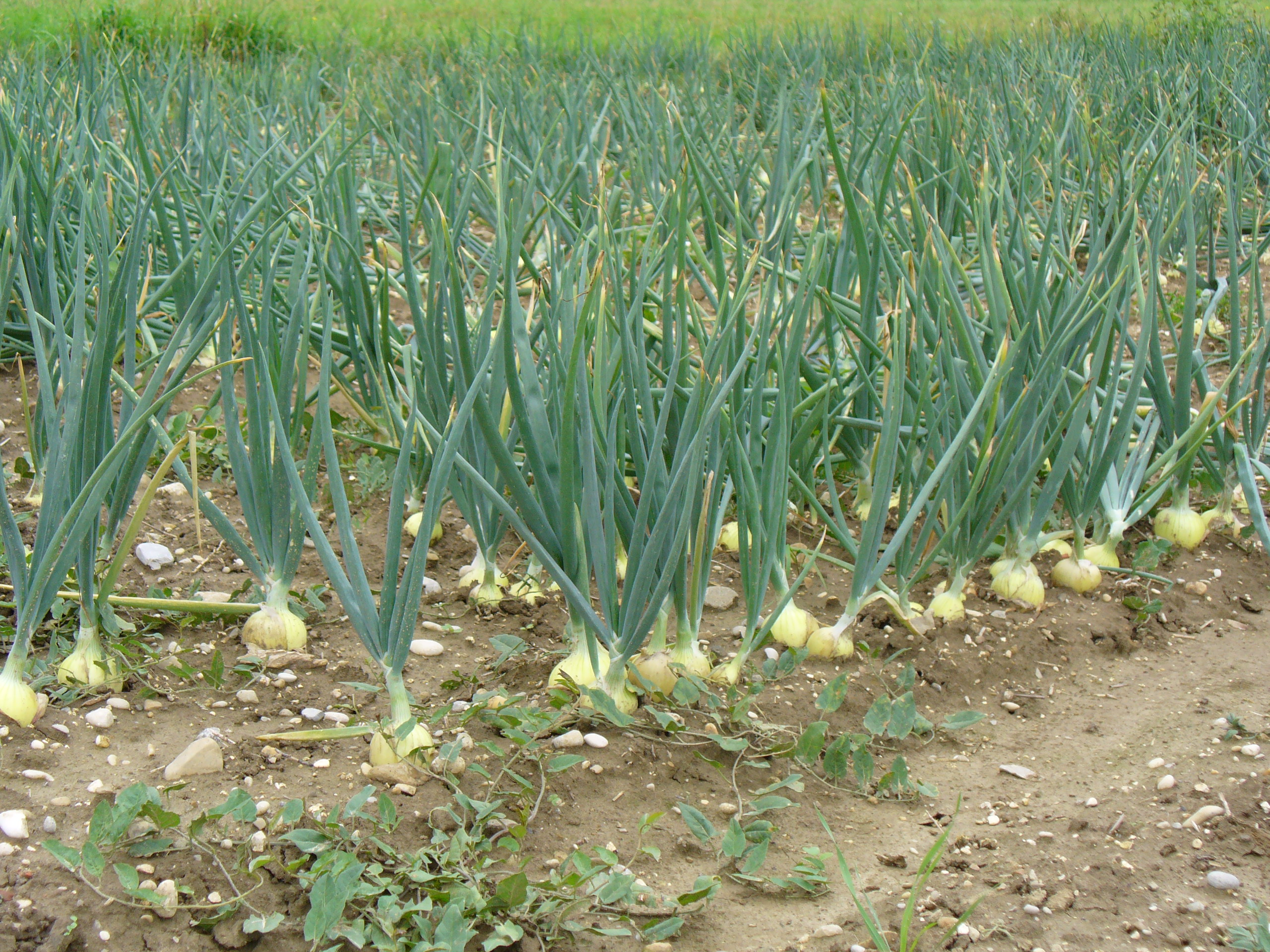
Plantație de ceapă
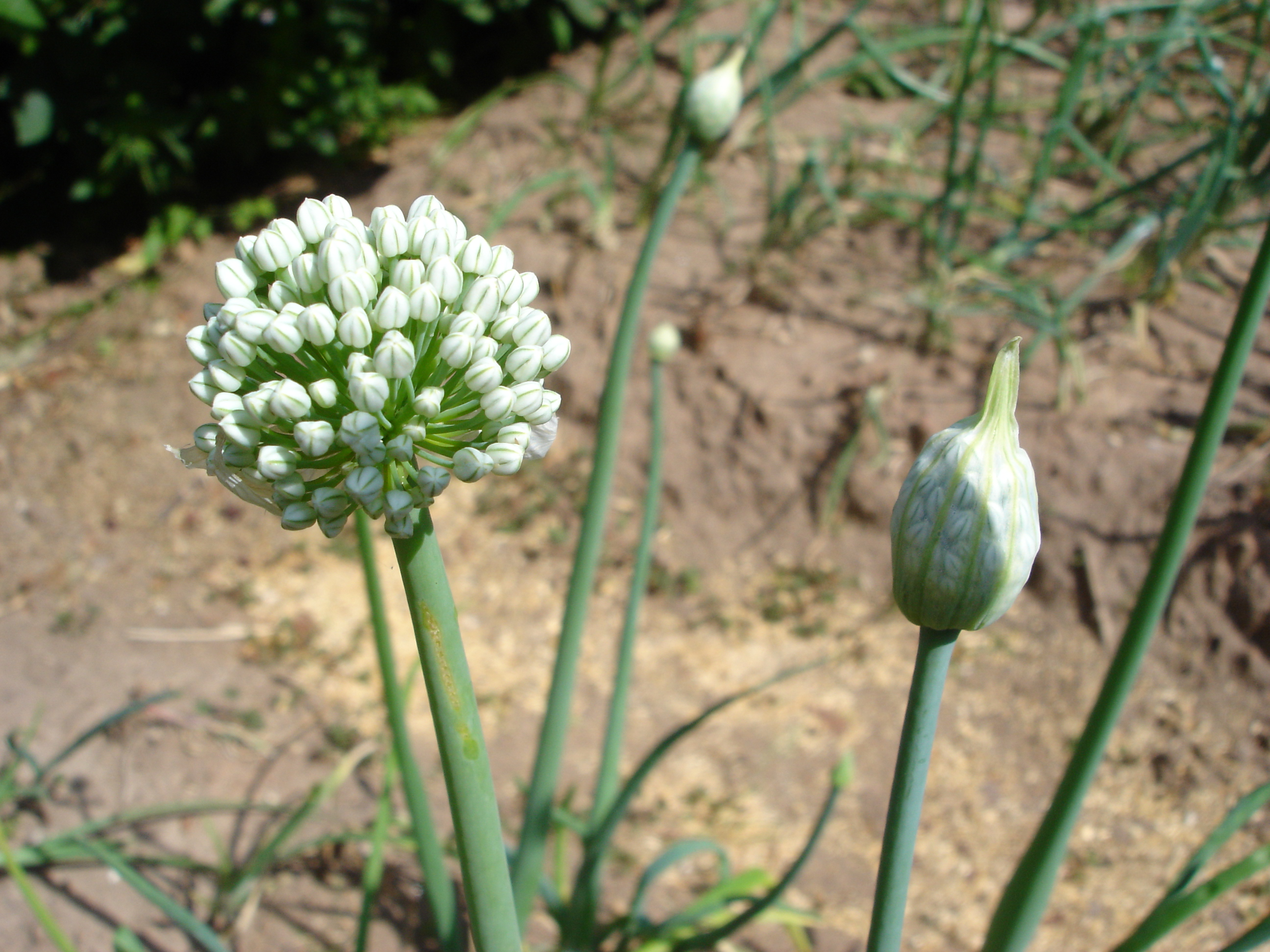
Flori de ceapă
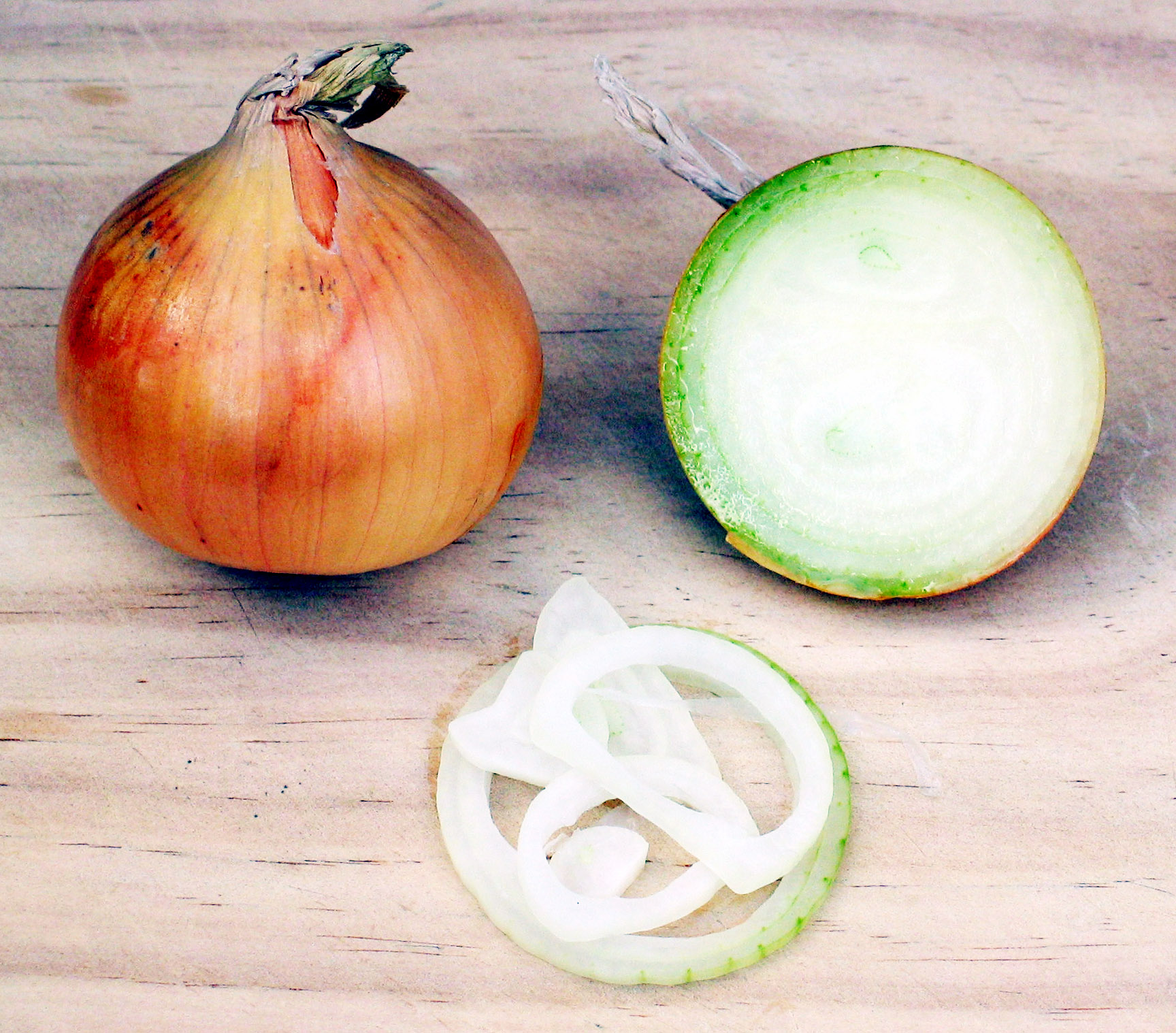
Ceapa
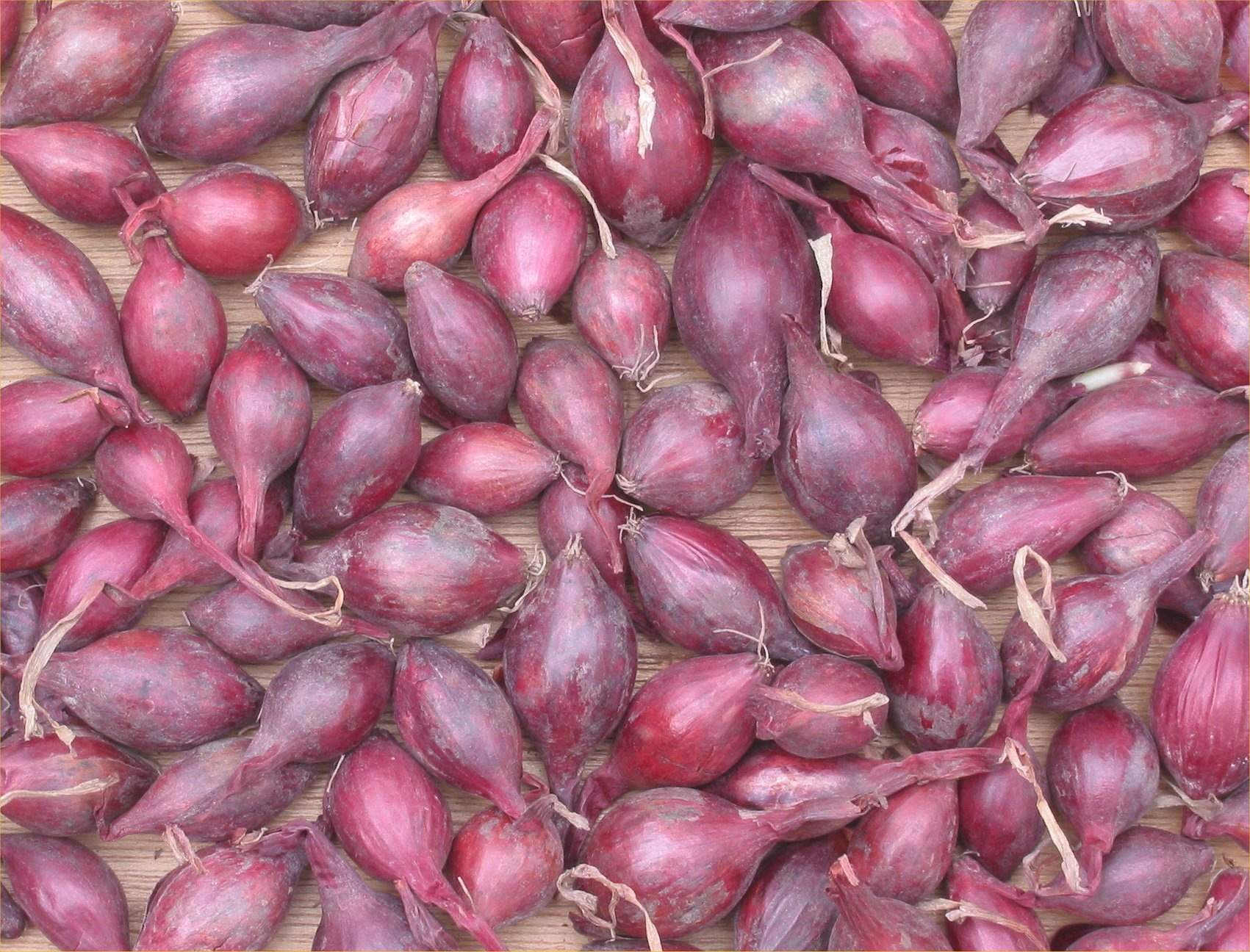
Arpagic roșu (ceapă roșie pentru plantat)